# Ongniaahra
Ongniaahra – plemię Indian Ameryki Północnej z rodziny plemion irokeskich.  Od nazwy tego plemienia nazwę wzięła rzeka o zniekształconej anglo-francuskiej nazwie Niagara. 
Francuzi nazywali ich neutralnymi Indianami, ponieważ odmówili uczestniczenia w wojnach pomiędzy Irokezami i Huronami.